# People Mountain People Sea
Pour plus de détails, voir Fiche technique et Distribution.
People Mountain People Sea (人山人海, Rén shān rén hǎi) est un film chinois réalisé par Cai Shangjun, sorti en 2011.

## Fiche technique
- Titre original : 人山人海, Rén shān rén hǎi
- Titre français : People Mountain People Sea
- Réalisation : Cai Shangjun
- Scénario : Cai Shangjun et Gu Xiaobai
- Photographie : Dong Jingsong
- Montage : Yang Hongyu
- Musique : Dong Wei
- Pays d'origine : Chine
- Format : Couleurs - 35 mm - 2,35:1
- Genre : drame, thriller
- Durée : 91 minutes
- Dates de sortie :
  -  Italie : 6 septembre 2011 (Mostra de Venise 2011)
  -  France : 19 juin 2013

## Distribution
- Chen Jianbin : Lao Tie
- Tao Hong : Tianxin, l'ex petite amie de Lao Tie
- Wu Xiubo : Xiao Qiang, le criminel qui a tué le frère de Lao Tie

## Distinctions

### Récompenses
- Festival des trois continents 2011 : Montgolfière d'argent[1].
- Lion d'argent du meilleur réalisateur à la Mostra de Venise 2011 pour Cai Shangjun[2]

### Sélection
- Mostra de Venise 2011 : sélection en compétition officielle.